# گاوتباران
گاوتباران (نام علمی: Bovini) نام یک تبار از زیرخانواده گاویان است.